# Direction de la Protection judiciaire de la jeunesse
La direction de la Protection judiciaire de la jeunesse (DPJJ), dénommée direction de l'Éducation surveillée de sa création le 1er septembre 1945 au 21 février 1990, est l'une des directions du ministère de la Justice français. Elle est chargée de l'ensemble des questions relatives à la justice des mineurs, notamment de l'accompagnement de l'enfance délinquante. 
La DPP a succédé à la direction de l'Éducation surveillée par décret du 21 février 1990 relatif à l'organisation du ministère de la Justice. Cette dernière avait été créée par l'ordonnance no 45-1966 du 1er septembre 1945 qui avait été prise consécutivement à l'ordonnance du 2 février 1945 relative à l'enfance délinquante.
La PJJ est chargée de mettre en œuvre les dispositions du code de la justice pénale des mineurs (CJPM) mis en oeuvre depuis septembre 2021, et ainsi d'assurer l'exécution et le suivi des mesures judiciaires prononcées à l'encontre des mineurs et jeunes majeurs par un magistrat.

## Les missions générales de la protection judiciaire de la jeunesse
Le décret du 6 novembre 2007 définit les missions principales de la PJJ :
1. L'aide à la préparation des décisions de l'autorité judiciaire prises en application des législations relatives à l'enfance délinquante ou à l'assistance éducative par l'apport d'éléments d'information et d'analyse relatifs à la situation de mineurs susceptibles de faire l'objet desdites décisions.
À ce titre, les établissements et services mettent en œuvre les mesures d'investigation ordonnées par l'autorité judiciaire en application de l'ordonnance du 2 février 1945 relative à l'enfance délinquante et du nouveau code de procédure civile et concourent à la préparation des décisions de justice à caractère pénal conformément aux dispositions du code de procédure pénale ;
2. La mise en œuvre des décisions de l'autorité judiciaire prises en application des législations et réglementations relatives à l'enfance délinquante, à l'assistance éducative ou à la protection judiciaire des jeunes majeurs. À ce titre, les établissements et services assurent :
 a) Selon les cas, la mise en œuvre et le suivi des décisions civiles et pénales prononcées par les juridictions à l'égard des mineurs et des jeunes majeurs en application de l'ordonnance du 2 février 1945 relative à l'enfance délinquante, des articles 375 à 375-8 du code civil, du code pénal et du décret du 18 février 1975 fixant les modalités de mise en œuvre d'une action de protection judiciaire en faveur des jeunes majeurs à savoir les mesures éducatives, les mesures de sûreté, les sanctions éducatives, les peines et aménagements de peines ;
 b) Une intervention éducative continue auprès de tous les mineurs incarcérés ;
 c) L'organisation permanente, sous la forme d'activités de jour, d'un ensemble structuré d'actions qui ont pour objectifs le développement personnel, l'intégration sociale et l'insertion professionnelle du mineur ou du jeune majeur ;
3. L'accueil et l'information des mineurs et des familles qui se présentent dans les tribunaux de grande instance dotés d'un tribunal pour enfants et dont les demandes sont susceptibles de relever de la compétence du juge des enfants ;
4. La participation aux politiques publiques visant :
 a) La coordination des actions de la direction de la protection judiciaire de la jeunesse avec celles des collectivités publiques en vue d'assurer une meilleure prise en charge des mineurs délinquants ou en danger ;
 b) L'organisation et la mise en œuvre d'actions de protection de l'enfance et de prévention de la délinquance.

## La politique menée par la Protection judiciaire de la jeunesse
En janvier 2015, la Cour des comptes a rendu un rapport sur la direction de la PJJ. 
La note d'orientation de la DPJJ du 30 novembre 2014 définit la politique menée par la DPJJ.

## Activité et moyens de la Protection judiciaire de la jeunesse
La PJJ assure le suivi d'environ 150 000 jeunes chaque année.
Le budget de l'État consacré à la PJJ est de 789,8 millions d'euros (hors pensions) pour 2021.
Le nombre d'emplois ouverts est 9 118 en 2021 (équivalents temps plein).

## La structuration de la Protection judiciaire de la jeunesse

### La direction de la Protection judiciaire de la jeunesse (administration centrale)

#### Les directeurs de la Protection judiciaire de la jeunesse
| Prénom NOM                    | Années d'excercice | Corps d'origine                                               |
| ----------------------------- | ------------------ | ------------------------------------------------------------- |
| Caroline Nisand               | 2022 -             | Magistrate                                                    |
| Charlotte Caubel              | 2020 - 2022        | Magistrate                                                    |
| Madeleine Mathieu             | 2017 - 2020        | Magistrate                                                    |
| Catherine Sultan              | 2013 - 2017        | Magistrate                                                    |
| Jean-Louis Daumas             | 2011 - 2013        | Directeur régional de la Protection judiciaire de la jeunesse |
| Philippe-Pierre Cabourdin     | 2007 - 2011        | Conseiller référendaire à la Cour des comptes                 |
| Michel Duvette                | 2004 - 2007        | Ingénieur des Ponts et Chaussées                              |
| Jean-Pierre Carbuccia-Berland | 2002 - 2004        | Magistrat                                                     |
| Sylvie Perdriolle-Moreau      | 1998 - 2002        | Magistrate                                                    |
| Cécile Chatel-Petit           | 1995 - 1998        | Magistrate                                                    |
| Dominique Charvet             | 1991 - 1995        | Magistrat                                                     |
| Yves Robineau                 | 1988 - 1991        | Maître des requêtes au Conseil d'Etat                         |

#### La structuration de l'administration centrale
L'administration centrale est structurée en sous-directions, elles-mêmes composées de bureaux, ayant chacun(e) un rôle prédéfini :
- Sous-direction des missions de protection judiciaire et d'éducation (SDMPJE)
  - Bureau de la législation et des affaires juridiques
  - Bureau des méthodes et de l'action éducative
  - Bureau des partenaires institutionnels et des territoires
  - Mission mineurs non accompagnés
- Sous-direction du pilotage et de l'optimisation des moyens (SDPOM)
  - Bureau de l'allocation des moyens (L1)
  - Bureau du patrimoine (L2)
  - Bureau des systèmes d'information (L3)
  - Bureau du contrôle de gestion (L4)
- Sous-direction des ressources humaines et des relations sociales (SDRHRS)
  - Bureau du recrutement et de la formation (RH1)
  - Bureau de la gestion prévisionnelle des emplois et des compétences (RH2)
  - Bureau des relations sociales et des statuts (RH3)
  - Bureau des carrières et du développement professionnel (RH4)
  - Bureau de la politique et de la gestion des emplois fonctionnels (RH5)

### La structuration juridique des services de la Protection judiciaire de la jeunesse
En application du décret du 2 mars 2010, la circulaire de la DPJJ du 2 avril 2010 a redéfini la structuration juridique des services de la PJJ en établissant les échelons de pilotage suivants, se substituant à l'organisation en vigueur jusqu'alors : 
- Les directions interrégionales (DIRPJJ)
- Les directions territoriales (DTPJJ)
- Les établissements et services (voir la section Les établissements et services de la Protection judiciaire de la jeunesse) 
Neuf directions interrégionales sont présentes sur l'ensemble du territoire Français, découpées en directions territoriales sur le ressort desquelles sont présents les établissements et services. 

### Les établissements et services de la Protection judiciaire de la jeunesse
Les établissements et services de la PJJ sont constitués de plusieurs structures, appelées unités, conformément au décret du 6 novembre 2007.
De nombreux services et établissements sont gérés par le secteur associatif habilité.

#### Typologie et unités des établissements de la PJJ (secteur public)
| Typologie des services                                       | Abréviation | Unités pouvant composer le service                  | Abréviation | Observations |
| ------------------------------------------------------------ | ----------- | --------------------------------------------------- | ----------- | --- |
| Service territorial éducatif de milieu ouvert                | STEMO       | Unité éducative de milieu ouvert                    | UEMO        | |
| Service territorial éducatif de milieu ouvert                | STEMO       | Unité éducative d'activités de jour                 | UEAJ        | Un STEMO composé d'une ou plusieurs UEAJ est un Service Territorial Éducatif de Milieu Ouvert et d'Insertion (STEMOI) |
| Service territorial éducatif de milieu ouvert                | STEMO       | Unité éducative auprès du tribunal                  | UEAT        | |
| Service territorial éducatif de milieu ouvert                | STEMO       | Unité éducative de Quartier Mineur                  | UEQM        | |
| Etablissement de placement éducatif                          | EPE         | Unité éducative d'hébergement collectif             | UEHC        | |
| Etablissement de placement éducatif                          | EPE         | Unité éducative d'hébergement diversifié            | UEHD        | |
| Etablissement de placement éducatif                          | EPE         | Unité Éducative d'Hébergement Diversifié -Modulaire | UEHD-M      | |
| Etablissement de placement éducatif                          | EPE         | Unité éducative d'hébergement diversifié renforcée  | UEHDR       | |
| Etablissement de placement éducatif                          | EPE         | Unité éducative - Centre éducatif renforcé          | UE-CER      | |
| Etablissement de placement éducatif                          | EPE         | Unité éducative d'activités de jour                 |             | L'EPE composé d'une ou plusieurs UEAJ est un Etablissement de placement éducatif et d'insertion (EPEI)                |
| Service territorial éducatif d'insertion                     | STEI        | Unité éducative d'activités de jour                 |             | |
| Centre éducatif fermé                                        | CEF         |                                                     |             | Les CEF sont constitués d'une seule unité.                                                                            |
| Service éducatif auprès du tribunal                          | SEAT        |                                                     |             | |
| Service éducatif en établissement pénitentiaire pour mineurs | SE-EPM      |                                                     |             | |

## Les métiers de la Protection judiciaire de la jeunesse
- Directeur interrégionale de la Protection Judiciaire de la Jeunesse
- Directeur territorial de la Protection Judiciaire de la Jeunesse
- Directeur de service éducatif
- Responsable des politiques institutionnelles
- Cadre éducatif - Responsable d'Unité Éducative
- Éducateur de la protection judiciaire de la jeunesse
- Psychologue
- Assistant de service social
- Infirmier
- Professeur technique
- Conseiller technique en promotion de la santé
- Conseiller technique en formation
- Conseiller technique en insertion
- Conseiller technique chargé du placement judiciaire
- Correspondant insertion
- Référent Laïcité Citoyenneté

## La formation à la Protection judiciaire de la jeunesse

### L’École nationale de Protection judiciaire de la jeunesse
L'École nationale de Protection judiciaire de la jeunesse (ENPJJ) est située à Roubaix depuis l'année 2008. Elle a succédé au Centre national de formation et d'études de la PJJ (CNFE-PJJ) qui était basé à Vaucresson, dans le département des Hauts-de-Seine.
L'ENPJJ forme l'ensemble des agents de la PJJ, selon deux modalités :
- formation initiale ;
- formation continue.

### Les pôles territoriaux de formation
Le territoire français comprend neuf pôles territoriaux de formation (PTF) et deux missions ultramarines qui sont rattachés à l'ENPJJ: 
- le pôle territorial de formation Grand-Centre, domicilié à Dijon (Côte-d'Or) ;
- le pôle territorial de formation Centre-Est, domicilié à Lyon (Rhône) ;
- le pôle territorial de formation Grand-Est, domicilié à Nancy (Meurthe-et-Moselle) ;
- le pôle territorial de formation Grand-Ouest, domicilié à Rennes (Ille-et-Vilaine) ;
- le pôle territorial de formation Ile de France, domicilié à Saint-Denis(Seine-Saint-Denis) ;
- le pôle territorial de formation Grand Nord, domicilié à Roubaix (Nord) ;
- le pôle territorial de formation Sud, domicilié à Labège (Haute-Garonne) ;
- le pôle territorial de formation Sud-Est, domicilié à Marseille (Bouches-du-Rhône) ;
- le pôle territorial de formation Sud-Ouest, domicilié à Bordeaux (Gironde) ;
- la mission ultramarine Antilles/Guyane (rattachée au PTF IDF OM), domiciliée à Fort-de-France (Martinique) ;
- la mission ultramarine Réunion/Mayotte (rattachée au PTF IDF OM), domiciliée à Saint-Denis-de-la-Réunion (La Réunion).

Les PTF ont pour mission de suivre la formation initiale des éducateurs stagiaires et de mettre en œuvre des formations continues au bénéfice des professionnels de la PJJ.

## Cartographie des services déconcentrés de la PJJ
Les services déconcentrés de la PJJ sont répartis comme suit sur le territoire national :
- 9 directions interrégionales ;
- 55 directions territoriales.

| Direction interrégionale       | Siège     | Régions administratives                      | Direction territoriale                         | Siège                     | Départements                                     |
| ------------------------------ | --------- | -------------------------------------------- | ---------------------------------------------- | ------------------------- | ------------------------------------------------ |
| DIRPJJ Centre-Est              | Lyon      | Auvergne-Rhône-Alpes                         | DTPJJ Auvergne                                 | Clermont-Ferrand          | Allier, Cantal, Haute-Loire, Puy-de-Dôme         |
| DIRPJJ Centre-Est              | Lyon      | Auvergne-Rhône-Alpes                         | DTPJJ Drôme-Ardèche                            | Valence                   | Ardèche, Drôme                                   |
| DIRPJJ Centre-Est              | Lyon      | Auvergne-Rhône-Alpes                         | DTPJJ Isère                                    | Grenoble                  | Isère                                            |
| DIRPJJ Centre-Est              | Lyon      | Auvergne-Rhône-Alpes                         | DTPJJ Loire                                    | Saint-Étienne             | Loire                                            |
| DIRPJJ Centre-Est              | Lyon      | Auvergne-Rhône-Alpes                         | DTPJJ Rhône-Ain                                | Lyon                      | Ain, Rhône                                       |
| DIRPJJ Centre-Est              | Lyon      | Auvergne-Rhône-Alpes                         | DTPJJ Savoie                                   | Annecy                    | Savoie, Haute-Savoie                             |
| DIRPJJ Grand-Centre            | Dijon     | Bourgogne-Franche-Comté, Centre-Val de Loire | DTPJJ Centre-Orléans                           | Orléans                   | Eure-et-Loir, Loiret                             |
| DIRPJJ Grand-Centre            | Dijon     | Bourgogne-Franche-Comté, Centre-Val de Loire | DTPJJ Côte d'Or - Saône-et-Loire               | Dijon                     | Côte d'Or, Saône-et-Loire                        |
| DIRPJJ Grand-Centre            | Dijon     | Bourgogne-Franche-Comté, Centre-Val de Loire | DTPJJ Franche-Comté                            | Besançon                  | Doubs, Haute-Saône, Jura, Territoire de Belfort  |
| DIRPJJ Grand-Centre            | Dijon     | Bourgogne-Franche-Comté, Centre-Val de Loire | DTPJJ Touraine-Berry                           | Tours                     | Cher, Indre, Indre-et-Loire, Loir-et-Cher        |
| DIRPJJ Grand-Centre            | Dijon     | Bourgogne-Franche-Comté, Centre-Val de Loire | DTPJJ Yonne-Nièvre                             | Auxerre                   | Nièvre, Yonne                                    |
| DIRPJJ Grand-Est               | Nancy     | Grand Est                                    | DTPJJ Alsace                                   | Strasbourg                | Bas-Rhin, Haut-Rhin                              |
| DIRPJJ Grand-Est               | Nancy     | Grand Est                                    | DTPJJ Aube - Haute-Marne                       | Troyes                    | Aube, Haute-Marne                                |
| DIRPJJ Grand-Est               | Nancy     | Grand Est                                    | DTPJJ Marne-Ardennes                           | Reims                     | Ardennes, Marne                                  |
| DIRPJJ Grand-Est               | Nancy     | Grand Est                                    | DTPJJ Meurthe-et-Moselle - Meuse -Vosges       | Nancy                     | Meurthe-et-Moselle, Meuse, Vosges                |
| DIRPJJ Grand-Est               | Nancy     | Grand Est                                    | DTPJJ Moselle                                  | Metz                      | Moselle                                          |
| DIRPJJ Grand-Nord              | Lille     | Hauts-de-France                              | DTPJJ Nord                                     | Lille                     | Nord                                             |
| DIRPJJ Grand-Nord              | Lille     | Hauts-de-France                              | DTPJJ Oise                                     | Beauvais                  | Oise                                             |
| DIRPJJ Grand-Nord              | Lille     | Hauts-de-France                              | DTPJJ Pas-de-Calais                            | Arras                     | Pas-de-Calais                                    |
| DIRPJJ Grand-Nord              | Lille     | Hauts-de-France                              | DTPJJ Somme-Aisne                              | Amiens                    | Aisne, Somme                                     |
| DIRPJJ Grand-Ouest             | Rennes    | Bretagne, Normandie, Pays de la Loire        | DTPJJ Calvados-Manche-Orne                     | Caen                      | Calvados, Manche, Orne                           |
| DIRPJJ Grand-Ouest             | Rennes    | Bretagne, Normandie, Pays de la Loire        | DTPJJ Finistère-Morbihan                       | Quimper                   | Finistère, Morbihan                              |
| DIRPJJ Grand-Ouest             | Rennes    | Bretagne, Normandie, Pays de la Loire        | DTPJJ Ille-et-Vilaine - Côtes-d'Armor          | Rennes                    | Côtes d'Armor, Ille-et-Vilaine                   |
| DIRPJJ Grand-Ouest             | Rennes    | Bretagne, Normandie, Pays de la Loire        | DTPJJ Loire-Atlantique - Vendée                | Nantes                    | Loire-Atlantique, Vendée                         |
| DIRPJJ Grand-Ouest             | Rennes    | Bretagne, Normandie, Pays de la Loire        | DTPJJ Maine-et-Loire - Sarthe - Mayenne        | Angers                    | Maine-et-Loire, Mayenne, Sarthe                  |
| DIRPJJ Grand-Ouest             | Rennes    | Bretagne, Normandie, Pays de la Loire        | DTPJJ Seine Maritime-Eure                      | Rouen                     | Eure, Seine-Maritime                             |
| DIRPJJ Île-de-France/Outre-Mer | Paris     | Île-de-France, Outre-Mer                     | DTPJJ Essonne                                  | Épinay-sur-Orge           | Essonne                                          |
| DIRPJJ Île-de-France/Outre-Mer | Paris     | Île-de-France, Outre-Mer                     | DTPJJ Guadeloupe                               | Les Abymes                | Guadeloupe                                       |
| DIRPJJ Île-de-France/Outre-Mer | Paris     | Île-de-France, Outre-Mer                     | DTPJJ Guyane                                   | Cayenne                   | Guyane                                           |
| DIRPJJ Île-de-France/Outre-Mer | Paris     | Île-de-France, Outre-Mer                     | DTPJJ Hauts-de-Seine                           | La Garenne-Colombes       | Hauts-de-Seine                                   |
| DIRPJJ Île-de-France/Outre-Mer | Paris     | Île-de-France, Outre-Mer                     | DTPJJ La Réunion                               | Saint-Denis-de-La-Réunion | La Réunion                                       |
| DIRPJJ Île-de-France/Outre-Mer | Paris     | Île-de-France, Outre-Mer                     | DTPJJ Martinique                               | Fort-de-France            | Martinique                                       |
| DIRPJJ Île-de-France/Outre-Mer | Paris     | Île-de-France, Outre-Mer                     | DTPJJ Mayotte                                  | Mamoudzou                 | Mayotte                                          |
| DIRPJJ Île-de-France/Outre-Mer | Paris     | Île-de-France, Outre-Mer                     | DTPJJ Paris                                    | Paris                     | Paris                                            |
| DIRPJJ Île-de-France/Outre-Mer | Paris     | Île-de-France, Outre-Mer                     | DTPJJ Polynésie Française                      | Papeete                   | Polynésie française                              |
| DIRPJJ Île-de-France/Outre-Mer | Paris     | Île-de-France, Outre-Mer                     | DTPJJ Seine-et-Marne                           | Melun                     | Seine-et-Marne                                   |
| DIRPJJ Île-de-France/Outre-Mer | Paris     | Île-de-France, Outre-Mer                     | DTPJJ Seine-Saint-Denis                        | Pantin                    | Seine-Saint-Denis                                |
| DIRPJJ Île-de-France/Outre-Mer | Paris     | Île-de-France, Outre-Mer                     | DTPJJ Val-de-Marne                             | Créteil                   | Val-de-Marne                                     |
| DIRPJJ Île-de-France/Outre-Mer | Paris     | Île-de-France, Outre-Mer                     | DTPJJ Val-d'Oise                               | Cergy-Pontoise            | Val-d'Oise                                       |
| DIRPJJ Île-de-France/Outre-Mer | Paris     | Île-de-France, Outre-Mer                     | DTPJJ Yvelines                                 | Versailles                | Yvelines                                         |
| DIRPJJ Sud                     | Labège    | Occitanie                                    | DTPJJ Gard-Lozère                              | Nîmes                     | Gard, Lozère                                     |
| DIRPJJ Sud                     | Labège    | Occitanie                                    | DTPJJ Haute-Garonne - Ariège - Hautes-Pyrénées | Labège                    | Ariège, Haute-Garonne, Hautes-Pyrénées           |
| DIRPJJ Sud                     | Labège    | Occitanie                                    | DTPJJ Hérault                                  | Montpellier               | Hérault                                          |
| DIRPJJ Sud                     | Labège    | Occitanie                                    | DTPJJ Pyrénées Orientales - Aude               | Perpignan                 | Aude, Pyrénées-Orientales                        |
| DIRPJJ Sud                     | Labège    | Occitanie                                    | DTPJJ Tarn-Aveyron                             | Albi                      | Aveyron, Tarn                                    |
| DIRPJJ Sud                     | Labège    | Occitanie                                    | DTPJJ Tarn-et-Garonne - Lot - Gers             | Montauban                 | Gers, Lot, Tarn-et-Garonne                       |
| DIRPJJ Sud-Est                 | Marseille | Provence-Alpes-Côte d'Azur, Corse            | DTPJJ Alpes-Maritimes                          | Nice                      | Alpes-Maritimes                                  |
| DIRPJJ Sud-Est                 | Marseille | Provence-Alpes-Côte d'Azur, Corse            | DTPJJ Alpes-Vaucluse                           | Avignon                   | Alpes-de-Haute-Provence, Hautes-Alpes, Vaucluse  |
| DIRPJJ Sud-Est                 | Marseille | Provence-Alpes-Côte d'Azur, Corse            | DTPJJ Bouches-du-Rhône                         | Marseille                 | Bouches-du-Rhône                                 |
| DIRPJJ Sud-Est                 | Marseille | Provence-Alpes-Côte d'Azur, Corse            | DTPJJ Corse                                    | Ajaccio                   | Corse du Sud, Haute Corse                        |
| DIRPJJ Sud-Est                 | Marseille | Provence-Alpes-Côte d'Azur, Corse            | DTPJJ Var                                      | La Valette-du-Var         | Var                                              |
| DIRPJJ Sud-Ouest               | Bordeaux  | Nouvelle-Aquitaine                           | DTPJJ Aquitaine-Nord                           | Bordeaux                  | Gironde, Dordogne, Lot-et-Garonne                |
| DIRPJJ Sud-Ouest               | Bordeaux  | Nouvelle-Aquitaine                           | DTPJJ Aquitaine-Sud                            | Mont-de-Marsan            | Landes, Pyrénées-Atlantiques                     |
| DIRPJJ Sud-Ouest               | Bordeaux  | Nouvelle-Aquitaine                           | DTPJJ Limousin                                 | Limoges                   | Corrèze, Creuse, Haute-Vienne                    |
| DIRPJJ Sud-Ouest               | Bordeaux  | Nouvelle-Aquitaine                           | DTPJJ Poitou-Charentes                         | Poitiers                  | Charente, Charente-Maritime, Deux-Sèvres, Vienne |